# فرح بن رجب
فرح بن رجب (3 أبريل 1976-) إعلامية تونسية.

## حياتها
حاصلة على شهادة في اللغة الفرنسية من إحدى المعاهد في تونس، تزوجت في 2 مارس عام 1997 من المذيع ومقدم البرامج التونسي سامي المبزع الذي كان زميلها في قناة 21 وعمل أيضا معها في شبكة راديو وتلفزيون العرب ، رزقت منه بابنتين  كنزة أنجبتها في العام 1998 في إيطاليا وسندة في العام 2003 في لبنان في 22 أكتوبر 2017 تزوجت للمرة الثانية بعد طلاقها من الإعلامي التونسي سامي المبزع ولم تفصح عن انفصالها عنه إلا بعد عقد قرآنها على رجل الأعمال «نور الدين القفال». وفي يونيو  2020 أعلنت انفصالها عنه بعد زواج استمر ثلاث سنوات.

## مشوارها المهني

### انطلاقتها في الإعلام التونسي
بدأت مشوراها في العمل في التلفزيون في عام 1994، وهو تاريخ انطلاق قناة الشباب قناة 21 بعد حصولها على شهادة في تقديم البرامج من التلفزيون التونسي أثر المناظرة التي أجراها في ذلك الوقت 

### عملها في شبكة راديو وتلفزيون العرب
تلقت عرضا من شبكة راديو وتلفزيون العرب للعمل في قناة art الموسيقى أو  art5 التي كانت تبث من أفزدانو قرب روما 
سافرت إلى إيطاليا في العام 1996 ، كانت انطلاقتها الفعلية وبوابتها إلى الشهرة برغم كونها قناة مشفرة 
لاقت نجاحا عربيا من خلال أسلوبها المتميز في التقديم ومحاورة الفنانين، فقدمت برنامجها الشهير وراء الأضواء، ولاحقت النجوم في كل مكان حتى انها كانت تدخل إلى بيوتهم لمعرفة أخبارهم وأستضافت كبار النجوم العرب أمثال راغب علامة نوال الزغبي نجوى كرم وكاظم الساهر وفقرة البديل الذي كانت تقلد فيه مع طاقم عمل البرنامج الفنانين وأغانيهم المصورة
إضافة إلى برنامج ويك آند الذي كانت تقدمه في كل يوم جمعة والفقرة الشهيرة كولاج وكان عبارة أجزاء مختلفة من وجوه الفنانبن وعلى المشاهد معرفة كل جزء يعود لأي فنان وفقرة كونكشنوهي مخصصة لطلبات الأغاني وفي كل حلقة كانت تحضر هاتفا على شكل ضفدع، تمساح، قط...
قدمت في شهر رمضان عام 1998 برنامج بعنوان ستديوart5 من دبي بمشاركة زميلتها جومانا بو عيد تضمن مسابقات للمواهب الغنائية، ألعاب وجوائز لمشتركي الشبكة والحاضرين في الخيمة 
قامت بتغطية الكثير من الحفلات والمهرجانات العربية، لقبها جمهورها بفروحة.
عادت إلى بيروت في منتصف العام 2001 بعد انتقال مكاتب البث إلى هناك  ولكنها وجدت تغييرا في الكثير من الاشياء فأصبحت تقدم برنامجا واحدا بدل اثنين، إضافة أنها كانت تنفق من راتبها على أمور بسيطة كالديكور، بسبب تغير معاملة الإدراة معها.

### استبعادها من روتانا
بقيت فرح تعمل في الشبكة حتى نهاية شهر يونيو 2003 حينما قام الأمير الوليد بن طلال بشراء قناة art الموسيقى وفك تشفيرها وغير إسمها إلى روتانا موسيقى حينها قدمت فرح إجازة لمدير القناة أحمد ناجرو لأنها كانت على وشك الولادة، وفيما بعد تم إعلامها انها لن تكون ضمن لائحة المذيعات الجدد في القناة الأمر الذي أثار امتعاض جمهورها.سبب إستغناء روتانا كان بسبب ذكرها على الهواء في حفل الفنان خالد عجاج سلبيات مهرجان قرطاج وفشل روتانا في تنظيمه من باب حرية الرأي الأمر الذي أغضب بعض المسؤولين في الشركة، ذكرت فرح فيما بعد أن مذيعة زميلة لها وراء إستبعادها حيث أشار البعض أنها كانت تقصد زميلتها جومانا بو عيد  لتصرح لاحقا بأن الإعلامية المصرية هاله سرحان سبب استبعادها من روتانا بسبب حرب خفية رافضة إعطاء التفاصيل والحديث عن الموضوع

### مشاركتها في تلفزيون الواقع
شاركت في برنامج تلفزيون الواقع الوادي على شاشة المؤسسة اللبنانية للإرسال ال بي سي عام 2005 وتنافست فيه مع عدة مشاهير من الوطن العربي للحصول على لقب مزارع الوادي 

### عودتها لتقديم البرامج
عرض عليها تقديم برنامج شبيك لبيك على شاشة روتانا موسيقى عام 2006 لكنها رفضت ذلك واصفة أنه لا يتناسب مع المستوى المهني الذي وصلت إليه 
عملت بعدها متنقلة بين قناة دبي عام 2007 وقناة تونس 7 
عام 2007 قدمت حلقات متفرقة من البرنامج العالمي تاراتاتا بنسخته العربية وطلبت منها الإدارة تقديمه بشكل منفرد لكنها رفضت لعدم توفر الوقت لديها.
عادت في العام 2008 إلى شاشتها روتانا موسيقى لتقدم برنامجا من إنتاج شركة إندمول إرابيا، قام باختيارها مدير الشؤون الفنية بشركة روتانا طوني سمعان
في عام 2009 قدمت برنامجا على شاشة تلفزيون أبو ظبي من إنتاج إندمول إرابيا وإخراج باسم كريستو
شاركت ععضو ضمن لجنة الغناء والموسيقى لجوائز الموريكس دور عام 2009 كما قدمت جائزة النجمة اللبنانية الأكثر جماهيره للنجمة هيفاء وهبي
في مارس 2010 شاركت كعضو لجنة تحكيم في حفل انتخاب أفضل عارض وعارضة في الأردن
في العام 2012 وقعت عقدا مع قناة دي أم تي في DM التي تبث من دبي قدمت برنامجا منوعا مع الإعلامي روني خوري  ، تنقلت بين عدة عواصم عربية منها عمان تونس بيروت ودبي.
في شهر مايو 2014 قدمت حفل إطلاق ألبوم الفنان صابر الرباعي في تونس بمشاركة الإعلامي عماد هواري من إخراج باسم كريستو
في أكتوبر 2016 اختارت إدارة أيام قرطاج السينمائية اختارت في خمسينية المهرجان الثنائي، فرح وزميلها مهدي كاتو لتقديم افتتاح دورتها السابعة والعشرين التي انطلقت في ليلة 28 أكتوبر 2016، بإدارة السينمائي إبراهيم لطيف وعدد كبير من السينمائيين العرب والأفارقة  في يوليو 2020 عادت لتقديم البرامج من خلال الإذاعة ببرنامج يومي بعنوان 7-9 بمشاركة عدة زملاء على إذاعة IFM التونسية وفي يناير 2021 عادت لتقديم البرامج التلفزيونية من خلال برنامج “Battle chef” بنسخته التونسية على قناة الحوار التونسي في سبتمبر 2022 بدأت بتقديم برنامج «تحت السور» على قناة التونسية التاسعة خلفاً لزميلها برهان بسيسفي فبراير 2025 انتقلت للعمل في راديو جوهرة لتشارك في تقديم "أنتيبيوتيك بلس "مع سامي بالنور

## البرامج التي قدمتها
| البرنامج                                                                                             | عرض على                    | العام      |
| --- | -------------------------- | ---------- |
| ستديو21                                                                                              | قناة 21                    | 1994-1996  |
| وراء الأضواء                                                                                         | art الموسيقى               | 1996-2003  |
| ويك إند                                                                                              | art الموسيقى               | 1999-2002  |
| ستديو art5                                                                                           | art الموسيقى               | رمضان 1998 |
| خيمة رمضان                                                                                           | art الموسيقى               | رمضان 2002 |
| حفلات راديو وتلفزيون العرب، مهرجان قرطاج، مهرجان هلا فبراير، باريس،ليالي دبي، مهرجان الأغنية العربية | art الموسيقى روتانا موسيقى | 1996-2009  |
| سوالفنا حلوة                                                                                         | تلفزيون دبي                | 2006-2007  |
| وحدك ضد 100                                                                                          | تونس 7                     | 2007       |
| ذا مانجر                                                                                             | روتانا موسيقى              | 2008-2009  |
| ستار ونص                                                                                             | تلفزيون أبو ظبي            | 2009       |
| عالموعد                                                                                              | دي أم تي في                | 2012       |
| تاراتاتا                                                                                             | تلفزيون دبي                | 2007-2013  |
| 7-9                                                                                                  | أي أف أم                   | 2020       |
| Battle chef العرب                                                                                    | الحوار التونسي             | 2021       |
| تحت السور                                                                                            | التاسعة                    | 2022       |
| أنتيبيوتيك بلس                                                                                       | راديو الجوهرة              | 2025       |